# Copa Mundial de Rugby Amateur 2023
La Copa Mundial de Rugby Amateur de 2023 fue la primera edición del torneo de rugby que agrupó a equipos amateur de las selecciones clasificadas a la Copa Mundial de Rugby.
El torneo se disputó en Francia entre el 23 y 30 de septiembre.

## Fase de grupos
Nota: Se otorgan 4 puntos al equipo que gane un partido, 2 al que empate y 0 al que pierda
Puntos Bonus: 1 punto por convertir 4 tries o más en un partido y 1 al equipo que pierda por no más de 7 tantos de diferencia
| Clasificados a cuartos de final. |

### Grupo A
| Pos. | País               | Partidos | Partidos | Partidos  | Partidos | Anotación | Anotación | Anotación  | Puntos Bonus | Puntos |
| Pos. | País               | Jugados  | Ganados  | Empatados | Perdidos | A favor   | En contra | Diferencia | Puntos Bonus | Puntos |
| ---- | ------------------ | -------- | -------- | --------- | -------- | --------- | --------- | ---------- | ------------ | ------ |
| 1    | Te Awamutu         | 3        | 3        | 0         | 0        | 92        | 21        | +71        | 2            | 14     |
| 2    | Rugby Club Dignois | 3        | 2        | 0         | 1        | 48        | 50        | -2         | 0            | 8      |
| 3    | Carrasco Polo Club | 3        | 1        | 0         | 2        | 32        | 52        | -20        | 1            | 5      |
| 4    | Rugby Frameries    | 3        | 0        | 0         | 3        | 22        | 71        | -49        | 1            | 1      |

| 23 de septiembre de 2023 | Te Awamutu | 21 - 9 | Rugby Club Dignois |  |  |

| 23 de septiembre de 2023 | Carrasco Polo Club | 13 - 0 | Rugby Frameries |  |  |

| 23 de septiembre de 2023 | Rugby Club Dignois | 19 - 14 | Carrasco Polo Club |  |  |

| 24 de septiembre de 2023 | Te Awamutu | 38 - 7 | Rugby Frameries |  |  |

| 24 de septiembre de 2023 | Rugby Club Dignois | 20 - 15 | Rugby Frameries |  |  |

| 24 de septiembre de 2023 | Te Awamutu | 33 - 5 | Carrasco Polo Club |  |  |

### Grupo B
| Pos. | País             | Partidos | Partidos | Partidos  | Partidos | Anotación | Anotación | Anotación  | Puntos Bonus | Puntos |
| Pos. | País             | Jugados  | Ganados  | Empatados | Perdidos | A favor   | En contra | Diferencia | Puntos Bonus | Puntos |
| ---- | ---------------- | -------- | -------- | --------- | -------- | --------- | --------- | ---------- | ------------ | ------ |
| 1    | Hamilton RFC     | 3        | 3        | 0         | 0        | 74        | 3         | -71        | 2            | 14     |
| 2    | Kolomotu’a RC    | 3        | 2        | 0         | 1        | 42        | 16        | +26        | 0            | 8      |
| 3    | Oban Lorne Rugby | 3        | 1        | 0         | 2        | 15        | 61        | -46        | 0            | 4      |
| 4    | GFP Rugby Club   | 3        | 0        | 0         | 3        | 22        | 79        | -57        | 1            | 1      |

| 23 de septiembre de 2023 | Oban Lorne Rugby | 0 - 26 | Hamilton RFC |  |  |

| 23 de septiembre de 2023 | Kolomotu’a Rugby Club | 26 - 6 | GFP Rugby Club |  |  |

| 23 de septiembre de 2023 | Hamilton RFC | 10 - 0 | Kolomotu’a Rugby Club |  |  |

| 24 de septiembre de 2023 | Oban Lorne Rugby | 15 - 13 | GFP Rugby Club |  |  |

| 24 de septiembre de 2023 | Hamilton RFC | 38 - 3 | GFP Rugby Club |  |  |

| 24 de septiembre de 2023 | Oban Lorne Rugby | 0 - 22 | Kolomotu’a Rugby Club |  |  |

### Grupo C
| Pos. | País            | Partidos | Partidos | Partidos  | Partidos | Anotación | Anotación | Anotación  | Puntos Bonus | Puntos |
| Pos. | País            | Jugados  | Ganados  | Empatados | Perdidos | A favor   | En contra | Diferencia | Puntos Bonus | Puntos |
| ---- | --------------- | -------- | -------- | --------- | -------- | --------- | --------- | ---------- | ------------ | ------ |
| 1    | Rugby Lions RFC | 3        | 3        | 0         | 0        | 71        | 26        | +45        | 2            | 14     |
| 2    | Rhinos Rugby    | 3        | 2        | 0         | 1        | 68        | 31        | +37        | 3            | 11     |
| 3    | Ilandaf RFC     | 3        | 1        | 0         | 2        | 29        | 83        | -54        | 0            | 4      |
| 4    | Devebi Tbilisi  | 3        | 0        | 0         | 3        | 29        | 57        | -28        | 2            | 2      |

| 23 de septiembre de 2023 | Rugby Lions RFC | 38 - 5 | Ilandaf RFC |  |  |

| 23 de septiembre de 2023 | Devebi Tbilisi | 5 - 26 | Rhinos Rugby |  |  |

| 23 de septiembre de 2023 | Ilandaf RFC | 12 - 10 | Devebi Tbilisi |  |  |

| 24 de septiembre de 2023 | Rugby Lions RFC | 14 - 7 | Rhinos Rugby |  |  |

| 24 de septiembre de 2023 | Ilandaf RFC | 12 - 35 | Rhinos Rugby |  |  |

| 24 de septiembre de 2023 | Rugby Lions RFC | 19 - 14 | Devebi Tbilisi |  |  |

### Grupo D
| Pos. | País         | Partidos | Partidos | Partidos  | Partidos | Anotación | Anotación | Anotación  | Puntos Bonus | Puntos |
| Pos. | País         | Jugados  | Ganados  | Empatados | Perdidos | A favor   | En contra | Diferencia | Puntos Bonus | Puntos |
| ---- | ------------ | -------- | -------- | --------- | -------- | --------- | --------- | ---------- | ------------ | ------ |
| 1    | COBS         | 3        | 3        | 0         | 0        | 100       | 10        | +90        | 1            | 13     |
| 2    | Rugby FC     | 3        | 2        | 0         | 1        | 74        | 44        | +30        | 2            | 10     |
| 3    | AS Roldan RC | 3        | 1        | 0         | 2        | 26        | 66        | -40        | 0            | 4      |
| 4    | Kamaishi     | 3        | 0        | 0         | 3        | 29        | 109       | -80        | 1            | 1      |

| 23 de septiembre de 2023 | Kamaishi | 12 - 36 | Rugby FC |  |  |

| 23 de septiembre de 2023 | AS Roldan RC | 0 - 21 | COBS |  |  |

| 23 de septiembre de 2023 | Rugby FC | 33 - 7 | AS Roldan RC |  |  |

| 24 de septiembre de 2023 | Kamaishi | 5 - 54 | COBS |  |  |

| 24 de septiembre de 2023 | Rugby FC | 5 - 25 | COBS |  |  |

| 24 de septiembre de 2023 | Kamaishi | 12 - 19 | AS Roldan RC |  |  |

## Fase final

### Cuartos de final
| 28 de septiembre de 2023 | COBS | 17 - 12 | Rhinos Rugby |  |  |

| 28 de septiembre de 2023 | Te Awamutu | 13 - 15 | Kolomotu’a Rugby Club |  |  |

| 28 de septiembre de 2023 | Rugby Lions RFC | 21 - 14 | Rugby FC |  |  |

| 28 de septiembre de 2023 | Hamilton RFC | 30 - 7 | Rugby Club Dignois |  |  |

### Semifinal
| 30 de septiembre de 2023 | COBS | 29 - 22 | Kolomotu’a Rugby Club |  |  |

| 30 de septiembre de 2023 | Rugby Lions RFC | 10 - 17 | Hamilton RFC |  |  |

### Final
| 30 de septiembre de 2023 | COBS | 10 - 17 | Hamilton RFC |  |  |

| Bandera de Sudáfrica |
| Campeón Hamilton RFC |
| Primer título        |